# Good Girls
Good Girls är en amerikansk TV-serie skapad av Jenna Bans. Serien hade premiär 26 februari 2018 på NBC.
Den 7 maj 2018 förnyades serien för en andra säsong.
Den 16 februari 2020 släpptes den tredje säsongen. Den fjärde säsongen släpptes den 7 mars 2021. Denna säsong blev också den sista då serien blev nedlagd efter att den sänts. 

## Rollista (i urval)

### Huvudroller
- Christina Hendricks – Beth Boland
- Retta – Ruby Hill
- Mae Whitman – Annie Marks
- Matthew Lillard – Dean Boland
- Reno Wilson – Stan Hill
- Manny Montana – Rio
- Lidya Jewett – Sara Hill
- Izzy Stannard – Sadie Marks

### Återkommande roller
- Zach Gilford – Gregg
- David Hornsby – Leslie / Boomer
- James Lesure – Agent Turner
- Kaitlyn Oechsle – Emma Boland
- Allison Tolman – Mary Pat